# Однодокументный интерфейс

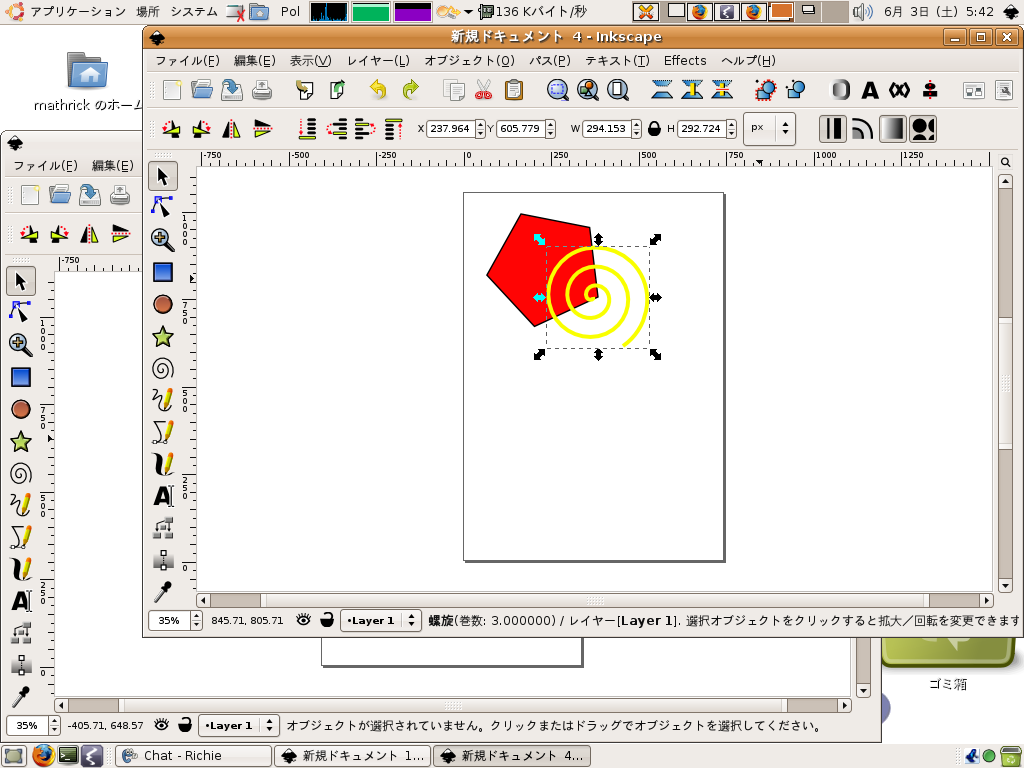
Inkscape, работающий на SDI

Однодокументный интерфейс (англ. Single document interface, SDI) — способ организации графического интерфейса приложений в отдельных окнах. Не существует «фонового» или «родительского» окна, содержащего меню или панели инструментов, по отношению к активному — каждое окно несёт в себе эти элементы интерфейса. Такие приложения, позволяющие редактировать более одного документа одновременно, например, текстовые процессоры, могут создавать у пользователя впечатление, что запущена не одна копия программы, а несколько.
Обычно, каждое из окон отображается отдельно на панели задач операционной системы, иногда панель задач позволяет группировать записи об окнах, принадлежащих одной программе. Например, в операционной системе  Mac OS X предусмотрена функция Exposé, при исполнении которой окна определённого приложения оптимально группируются на рабочем пространстве экрана.